# Chromadorida
Chromadorida zijn een orde van rondwormen (Nematoda).

## Taxonomie
De volgende onderorde wordt bij de orde ingedeeld:
- Chromadorina Filipjev, 1929